# Матильда Швабская
Матильда Швабская (нем. Mathilde von Schwaben; X век, неизвестно — 29 июля 1032, неизвестно) — представительница династии Конрадинов. Герцогиня Каринтии в первом браке с Конрадом I и герцогиня Верхней Лотарингии во втором браке с Фридрихом II.

## Дети
В первом браке с Конрадом I у Матильды было трое детей:
- Конрад II, герцог Каринтии
- Бруно Вюрцбургский
- (?) Гизела, вышла замуж за Герхардта Мецкого, брата Бруно Каринтийского (позже папа Григорий V)

Во втором браке с Фридрихом II у Матильды также было трое детей:
- Фридрих III, герцог Верхней Лотарингии
- Беатрис де Бар
- София де Бар

Если Матильда вышла замуж за Эзико фон Балленштедта, то её детьми были:
- Оттон
- Адальберт II, граф Балленштедта
- Адельгейда, вышла замуж за Тимо фон Шраплау